# Liste der Monuments historiques in Perthes (Haute-Marne)
Die Liste der Monuments historiques in Perthes führt die Monuments historiques in der französischen Gemeinde Perthes auf.

## Liste der Immobilien
| Bezeichnung                      | Beschreibung                  | Standort               | Kennzeichnung | Schutzstatus | Datum | Bild           |
| -------------------------------- | ----------------------------- | ---------------------- | ------------- | ------------ | ----- | -------------- |
| Kirche Notre-Dame-de-la-Nativité | ab dem späten 13. Jahrhundert | Rue de l’Église (Lage) | PA00079184    | Classé       | 1909  | weitere Bilder |

## Liste der Objekte
| Bezeichnung               | Beschreibung           | Standort                                       | Kennzeichnung | Schutzstatus | Datum | Bild |
| ------------------------- | ---------------------- | ---------------------------------------------- | ------------- | ------------ | ----- | ---- |
| Skulptur Madonna mit Kind | Stein, 15. Jahrhundert | in der Kirche Notre-Dame-de-la-Nativité (Lage) | PM52000997    | Classé       | 1965  |      |